# Rechtsanwaltskammer Niederösterreich
Die Rechtsanwaltskammer Niederösterreich ist die Standesvertretung der in Niederösterreich niedergelassenen Rechtsanwälte und Rechtsanwaltsanwärter. Ihren Sitz hat die Rechtsanwaltskammer in der Stadt St. Pölten,  wo sich mit dem Landesgericht St. Pölten auch eines der vier höchsten Organ der Rechtsprechung Niederösterreichs befindet (weitere Landesgerichte in Niederösterreich sind in Krems, Korneuburg und Wiener Neustadt). Präsident der Rechtsanwaltskammer Niederösterreich ist derzeit Christoph Sauer.

## Geschichte
Am 27. März 1638 bereits wurde für das landmarschallische Gericht in Niederösterreich ein Gesetz erlassen, welches den Titel „Advocaten-Ordnung“ trug. Es befasste sich mit Rechten und Pflichten von Advokaten, Prokuratoren und Sollizitatoren. Zulassungsvoraussetzungen für diese Rechtsberufe waren die Absolvierung einer zweijährigen Berufspraxis, das gewöhnliche Examen vor dem Landschreiber, die Eidesleistung und die Eintragung ins Advokatenbuch.
Die Rechtsanwälte in Niederösterreich gründeten erst im Jahr 1988 eine eigene Standesvertretung. Von 1918 bis zu diesem Zeitpunkt waren die Rechtsanwälte in die Organisation der „Rechtsanwaltskammer für Wien, Niederösterreich und Burgenland“ eingebunden.

## Organisation
Die Standesvertretung ist Mitglied des Österreichischen Rechtsanwaltskammertags, eines Zusammenschlusses der Rechtsanwaltskammern aller österreichischen Bundesländer. Organisatorisch ist die Rechtsanwaltskammer eine Körperschaft des öffentlichen Rechts, die mit dem Recht auf autonome Selbstverwaltung sowie begrenzten hoheitlichen Befugnissen ausgestattet ist.
Die Aufgabengebiete der Rechtsanwaltskammer Niederösterreich reichen von der Vertretung der Rechtsanwälte über die Begutachtung von Gesetzen und das Erstellen von Gutachten bis zur Überwachung der Einhaltung der Berufspflichten im Wege des Disziplinarrechts. Ebenso werden von den Prüfungskommissären der Rechtsanwaltskammer die Prüfungen der Rechtsanwaltsanwärter und der Richteramtsanwärter durchgeführt.
Oberstes Entscheidungsgremium der Rechtsanwaltskammer ist der Ausschuss, der durch die Vollversammlung der niederösterreichischen Rechtsanwälte gewählt wird und dem ein Präsident sowie zwei Vizepräsidenten vorstehen. Diesem beigegeben sind der Disziplinarrat und die Prüfungskommissäre, die ebenfalls durch die Vollversammlung bestellt werden.

## Präsidenten
- 1994–2011 Jörg Beirer (1940–2025)
- 2011–2024 Michael Schwarz
- seit 2024 Christoph Sauer[3]

## Mitgliedschaft
Die Mitgliedschaft in der Rechtsanwaltskammer Niederösterreich besteht für die eingetragenen Rechtsanwälte (RA) und die Rechtsanwaltsanwärter (RAA). Die Stimmrechte in der Mitgliederversammlung sind zwischen Rechtsanwälten und Rechtsanwaltsanwärtern ungleich verteilt (etwa 1:2 – RA:RAA). Mit der Mitgliedschaft verbunden ist die Verpflichtung zur Bezahlung der Kammerumlage. In Niederösterreich sind im Jahresdurchschnitt rund 400 Rechtsanwälte zugelassen. Zum 31. Dezember 2024 waren in Niederösterreich 462 Rechtsanwälte eingetragen (und 81 Rechtsanwaltsanwärter). Niederösterreich hat die zweitgeringste Dichte an Rechtsanwälten/Einwohnern (nach dem Burgenland mit 4.860 Ew/RA).